# Costa bellipulex
Costa bellipulex är en kräftdjursart som beskrevs av Levinson in LeRoy och Levinson 1974. Costa bellipulex ingår i släktet Costa och familjen Trachyleberididae. Inga underarter finns listade i Catalogue of Life.